# Escites de Zancle
Escites (en grec antic: Σκύθης, llatí: Scythes) fou tirà de Zancle (Sicília) cap a l'any 494 aC.
Heròdot esmenta un Cadme, tirà de Cos que va ser foragitat de la tirania i va anar a Zancle, on es va establir. Suposa que devia assolir la tirania que hauria transmès al seu fill Escites; modernament, però, es pensa que aquest Cadme era fill d'Escites, no pas el pare.
Cap als anys 497/494 aC els habitants de la ciutat de Zancle havien convidat els jonis fugitius de l'invasió persa a venir a Sicília per fundar una colònia que s'anomenaria Cala Acte (grec antic: Καλὴ Ἀκτή, Kalé Akté, 'el cap bell') a la costa nord de Sicília, i l'oferta va ser acceptada per un bon nombre d'habitants de Samos i per alguns fugitius de Milet. Quan els colons van arribar a Locres Epizefiris, van saber que Escites estava en guerra contra els sículs, i els colons van ser convençuts per Anaxilau, tirà de Règion, per aprofitar la seva absència i conquerir Zancle. Escites en veure la seva ciutat atacada va demanar ajut al tirà Hipòcrates de Gela, amb qui tenia un acord. Però Hipòcrates, quan va ser al campament d'Escites, el va empresonar, a ell i al seu germà Pitògenes, i els va enviar presoners a Ínic. A més, va trair els seus aliats, els habitants de Zancle, donant la ciutat als colons de Samos.
Escites es va poder escapar cap a Hímera, i d'allí va anar a Pèrsia, a la cort de Darios I el Gran, que el va rebre amb honors i el va acollir a la seva cort i probablement li va donar la tirania de Cos. Més tard va visitar Zancle acompanyat del poeta Epicarm, però va retornar a Pèrsia on va morir ja vell, posseint grans riqueses i admirat de tothom per la bondat del seu caràcter. Heròdot fa menció d'Anaxilau i d'Hipòcrates, i els qualifica de tirans (τύραννοι), però a Escites li dona el títol de rei (βασιλεύς basileus) o monarca (μούναρχος). Potser va tenir un fill de nom Cadme, que hauria estat també tirà de Cos.